# Polemaetus
Polemaetus is een monotypisch geslacht van vogels uit de familie van de havikachtigen (Accipitridae). De wetenschappelijke naam van het geslacht is voor het eerst geldig gepubliceerd in 1890 door Ferdinand Heine. De enige soort is:
- Polemaetus bellicosus – Vechtarend